# São Vicente (Cap-Vert)
Pour les articles homonymes, voir São Vicente.
São Vicente (en créole capverdien : Sanvisenti ou Soncent) est la seconde île la plus peuplée des îles du Cap-Vert. Elle se trouve dans le groupe des îles de Barlavento, au nord-est de l'archipel. Le canal de Saint-Vincent la sépare de l'île voisine, l'île de Santo Antão.
Mindelo, la ville principale de l'île et seconde ville du pays, concentre une grande partie de la population de l'île avec 72 300 habitants. Au sud de l'île se trouve l'Aéroport international Cesária Évora (ex São Pedro). La ville de Mindelo est connue comme la capitale culturelle du Cap-Vert.
L'île, d'aspect sec et de climat aride, tire ses principales ressources de la pêche, du tourisme et de l'exploitation de son port très fréquenté, le Porto Grande.
L'île de São Vicente connaît de nombreux plats typiques, dont un grand nombre à base de fruits de mer.   São Vicente est également connue pour le festival de musique de Baía das Gatas, qui a lieu le premier week-end de pleine lune d'août, et pour être la terre natale de la chanteuse Cesária Évora.

## Géographie

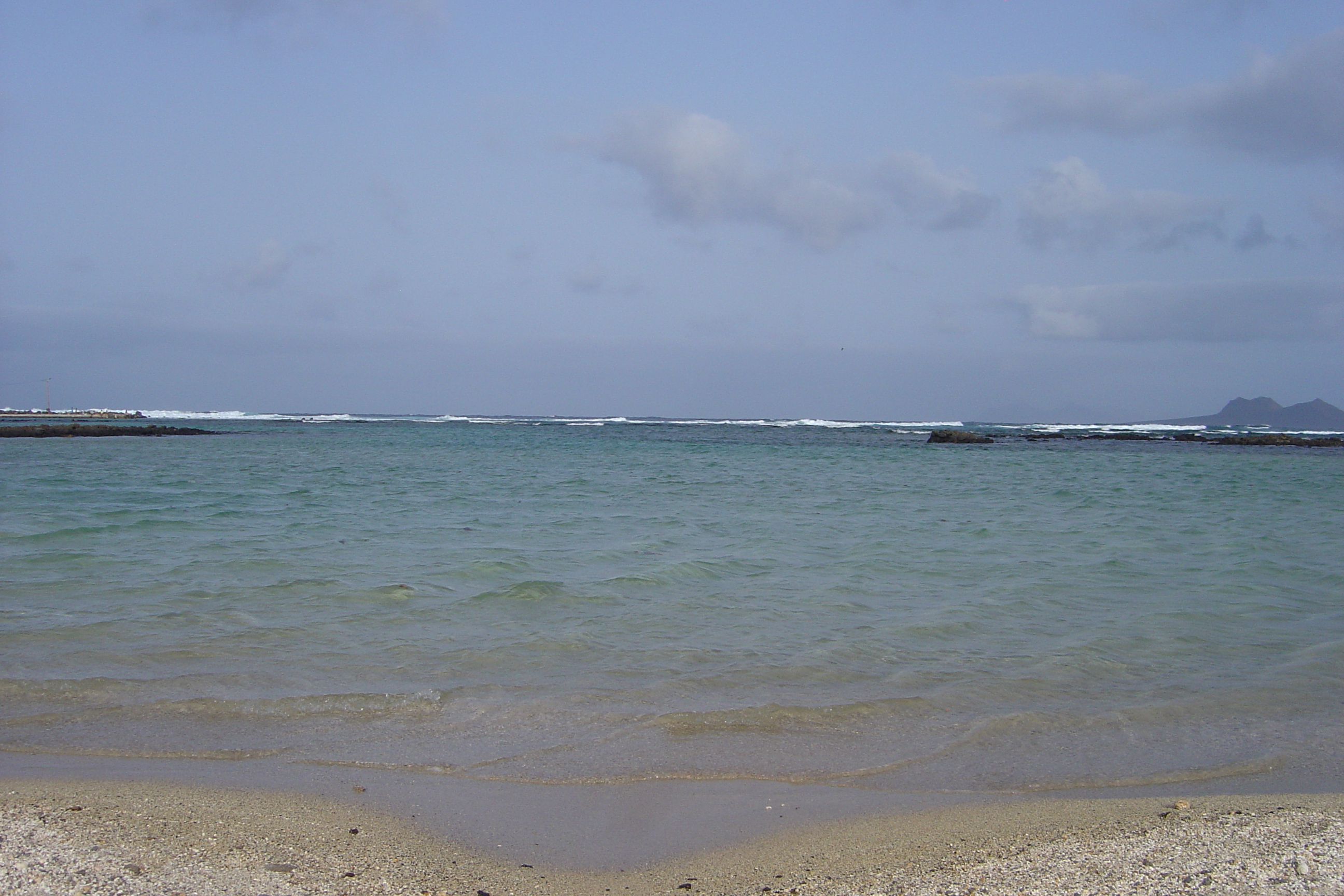
Baía das Gatas.

L'île de São Vicente occupe 227 km2. Elle mesure 24 km d'est en ouest, 16 km du nord au sud. Elle est la septième plus grande île de l'archipel qui en compte dix.
Bien que d'origine volcanique, l'île est relativement plate, particulièrement dans sa partie centrale, à l'est de Calhau et au nord de Baía das Gatas. L'île culmine à 774 m avec le Monte Verde. Les autres points élevés sont le Monte Cara (« mont visage »), appelé ainsi car sa forme rappelle celle d'un visage humain regardant le ciel (488 m au pic du « menton », 480 m à la pointe du « nez » ; la partie la plus élevée de cette formation étant le pic Fateixa, plus à l'ouest, avec 571 m), l'ensemble Madeiral/Topona (respectivement 675 m et 699 m) et Tope de Caixa (535 m).

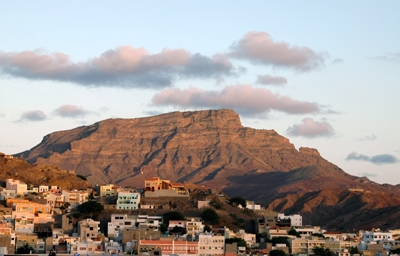
Le Monte Verde, point culminant de l'île.

Malgré la forte érosion, quelques cratères volcaniques sont encore bien visibles. C'est le cas du volcan Viana, à l'est de l'île, et de la baie de Porto Grande.
La zone urbaine de Mindelo se trouve au nord-ouest. Les plages de sable blanc de Baía das Gatas, Calhau et São Pedro sont très fréquentées. L'île est presque totalement exempte de végétation, à l'exception d'une plantation d'acacias le long de la rivière São Pedro (que traverse la route qui va de Mindelo à l'aéroport Cesaria Evora (ex São Pedro).
Le climat de l'île est tropical sec. La température moyenne de l'air est proche de 24 °C. La température de l'océan varie dans l'année entre 12 °C et 25 °C. L'année se divise en deux saisons. De novembre à juillet, la saison sèche correspond à la période où les alizés soufflent. D'août à octobre se déroule la « saison des pluies », bien qu'en réalité les précipitations soient faibles.

## Histoire
L'île fut découverte le jour de la Saint Vincent (22 janvier) 1462 par le navigateur portugais Diogo Afonso, écuyer de l'Infant Ferdinand, à qui il appartenait par don de son oncle, le roi Jean II de Portugal. Elle fut initialement octroyée aux Ducs de Viseu qui cependant n'occupèrent pas l'île. Cet état de fait se maintint après que l'île devint, par héritage, propriété du roi Manuel Ier de Portugal.
En raison d'un manque chronique d'eau, l'île fut reléguée, pendant de nombreuses années, au statut de simple pâturage pour quelques propriétaires de bétail de l'île voisine de Santo Antão.

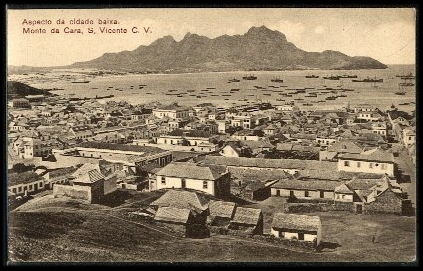
Mindelo au début du XXe siècle.

São Vicente serait la dernière île de l'archipel du Cap-Vert à avoir été peuplée. Ce fut seulement en 1838, lorsque fut installé, dans la baie de Porto Grande, un dépôt de charbon pour l'approvisionnement des bateaux sur la route de l'Atlantique, qu'une population commença à se fixer. La ville de Mindelo fut alors fondée. Avec l'expansion de la navigation à vapeur, dans la deuxième moitié du XIXe siècle, l'île de São Vicente connut un essor. Plusieurs dépôts anglais de charbon étaient en activité et des dizaines de bateaux s'arrêtaient au port de Mindelo pour se ravitailler.
L'île est devenue une escale obligée au milieu de l'Atlantique pour des navires du monde entier. Des marins de nombreuses nationalités fraternisaient dans les bars et cafés de Mindelo. À cette époque, la ville est devenue un centre culturel important et cosmopolite où l'on pratiquait les sports autant que les arts, notamment la musique et l'écriture. On en est même arrivé à penser faire de Mindelo la capitale du Cap-Vert.
Cette situation dura à peine quelques dizaines d'années. Au début du XXe siècle, les navires utiliseront de plus en plus le diesel comme combustible à la place du charbon. Le port perdit ainsi de son rôle prépondérant, étant remplacé dans ce titre par les îles Canaries et Dakar. L'île prit un nouveau souffle en devenant un point de liaison de câbles télégraphiques transatlantiques sous-marins. En 1874, les câbles sous-marins de la Western Telegraph Company furent amarrés. Ils reliaient la plage de la Matiota, sur l'île de São Vicente, à Madère, puis au Brésil. En 1886, des liaisons par câble sous-marin ont été réalisées à destination de l'Afrique et de l'Europe.
Le centre historique de Mindelo, témoin de cet âge d'or, est relativement bien préservé. L'architecture de style colonial prédomine, avec comme illustration le Palais du Gouverneur. Le Lycée national Infante D. Henrique (aujourd'hui École Jorge Barbosa), construit dans le même style et inauguré en 1921, a eu une très grande importance dans le développement de la conscience nationale du Cap-Vert. Plusieurs des artisans de l'indépendance du Cap-Vert y ont étudié, dont Amílcar Cabral et l'actuel  Président de la République Pedro Pires.

## Démographie
Depuis 1890, l'évolution démographique de São Vicente a été :
| 1890  | 1930   | 1940   | 1950   | 1960   | 1970   | 1980   |
| ----- | ------ | ------ | ------ | ------ | ------ | ------ |
| 6 666 | 14 639 | 15 867 | 19 158 | 32 161 | 34 500 | 41 792 |

| 1990   | 2000   | 2010   | 2015   | - | - | - |
| ------ | ------ | ------ | ------ | - | - | - |
| 51 277 | 67 163 | 76 107 | 81 014 | - | - | - |

| Histogramme de l'évolution démographique de São Vicente |        |
| \| 1890 \| 6 666 \| \| 1930 \| 14 639 \| \| 1940 \| 15 867 \| \| 1950 \| 19 158 \| \| 1960 \| 32 161 \| \| 1970 \| 34 500 \| \| 1980 \| 41 792 \| \| 1990 \| 51 277 \| \| 2000 \| 67 163 \| \| 2010 \| 76 140 \| \| 2015 \| 81 014 \| |        |
| 1890 | 6 666  |
| 1930 | 14 639 |
| 1940 | 15 867 |
| 1950 | 19 158 |
| 1960 | 32 161 |
| 1970 | 34 500 |
| 1980 | 41 792 |
| 1990 | 51 277 |
| 2000 | 67 163 |
| 2010 | 76 140 |
| 2015 | 81 014 |

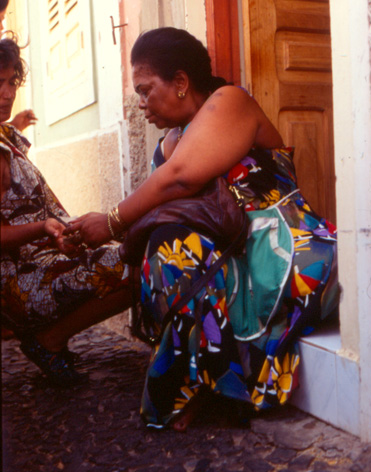
Cesária Évora était originaire de São Vicente.

Le nombre d'habitants de São Vicente s'élève, d'après les données du recensement effectué en 2000, à 67 163. Les zones rurales comportent 4 174 habitants. Un taux d'urbanisation de 97 % (bien supérieur à la moyenne nationale de 54 %), fait de São Vicente l'île la plus urbanisée du Cap-Vert. La densité de population est de 296 habitants au kilomètre carré.
Le taux d'accroissement naturel est proche de 2,7 %, également supérieur à la moyenne nationale (2,4 %). L'espérance de vie à la naissance est de 62 ans pour les hommes et de 65 ans pour les femmes. Ces valeurs contrastent avec l'écrasante majorité des pays africains, où l'espérance de vie ne dépasse pas 56 ans. Le taux de mortalité infantile est relativement bas : 46 décès pour 1000 naissances.
La population de São Vicente est majoritairement jeune : 66 % des habitants ont moins de 30 ans, et les personnes âgées de 60 ans ou plus représentent 8,6 % de la population. Il existe plus de 16 000 foyers à São Vicente, avec une moyenne de 4 personnes par foyer, légèrement au-dessous de la moyenne nationale (5 personnes par foyer). L'île comporte 56 % de foyers propriétaires et 30 % de foyers locataires.
Près de 11 % des familles de São Vicente possèdent une automobile, contre 7,4 % au niveau national. Cependant, selon le recensement de 2000, São Vicente est la seconde île du Cap-Vert pour la proportion de foyers disposant d'un niveau de confort moyen, élevé ou très élevé. Le taux de foyers disposant d'un niveau de confort très haut est de 7,7 %, près du double de la moyenne nationale (4 %), inférieur cependant au niveau atteint sur l'île Sal (8,8 %).
À part la langue portugaise, langue officielle, le créole du Cap-Vert est la langue utilisée au quotidien par la grande majorité de la population. Une variante locale du créole, appelée Kriol, est pratiquée dans l’île.

## Subdivisions administratives
L'île de São Vicente comporte une municipalité homonyme, qui inclut l'île inhabitée de Santa Luzia. La municipalité (concelho) de São Vicente est constituée d'un seule freguesia : Nossa Senhora da Luz. Le 22 janvier, date commémorant la découverte de l'île, y est férié.
La freguesia est composée des subdivisisions:
- Lameirão
- Mindelo
- Monte Verde
- Norte da Baía
- Ribeira da Vinha
- Ribeira de Calhau
- Ribeira Julião
- Salamansa
- São Pedro

Parmi les autres localités de la municipalité, on signalera : Baía das Gatas, Calhau, Salamansa, Lazareto et le village de pêcheurs de São Pedro.

## Économie

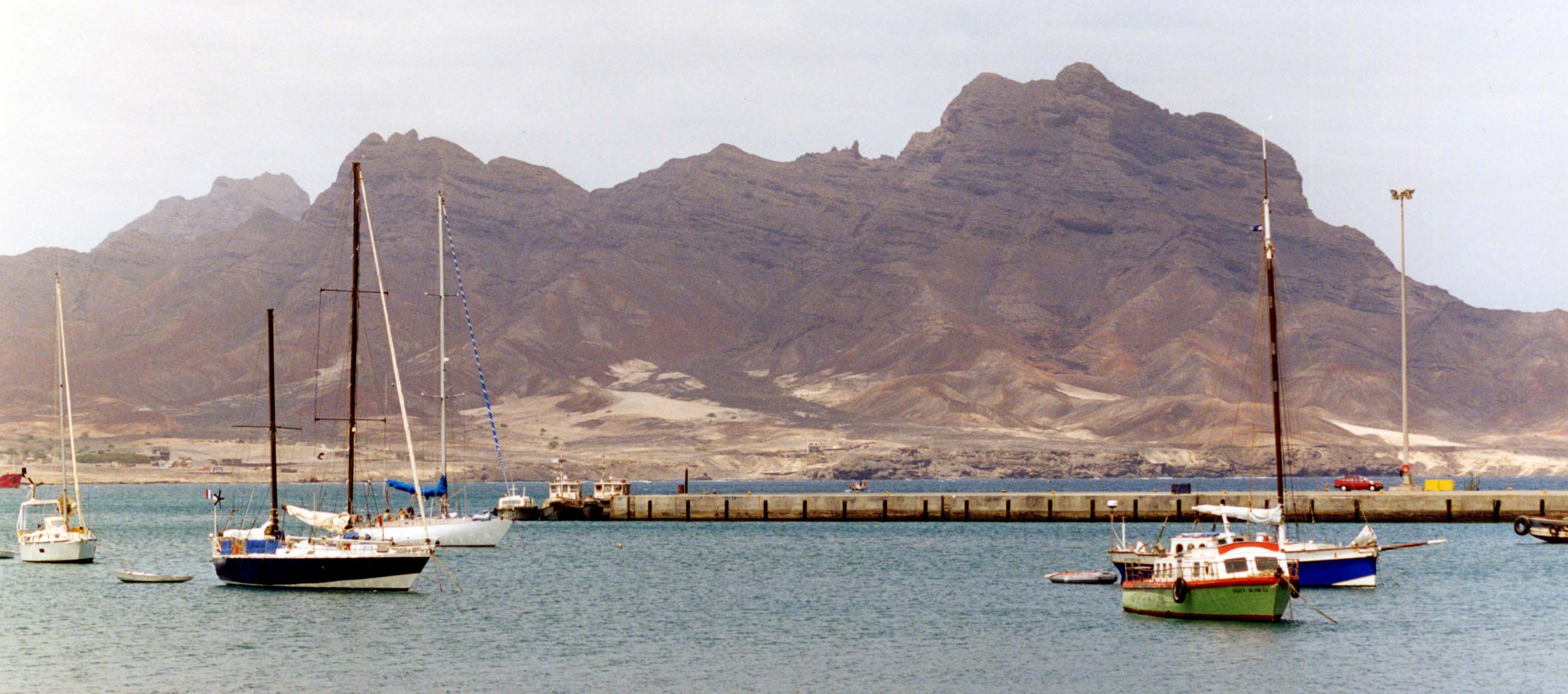
Vue partielle de la baie de Porto Grande montrant, au fond, le Monte Cara

L'économie de São Vicente a toujours été basée presque exclusivement sur le commerce et les services. En raison du manque de précipitations, seule une agriculture vivrière est développée. La pêche est également une source de richesse qui pourrait à l'avenir prendre plus d'importance dans l'économie de l'île, non seulement en raison de l'activité de pêche elle-même (particulièrement des langoustes), mais également en raison des industries associées à la pêche : conserverie, salaison et construction navale.
Porto Grande est le principal port du Cap-Vert, par lequel transitent la plupart des importations du pays. Il dispose d'un terminal de déchargement de conteneurs, d'installations frigorifiques et de silos. Ces installations permettent le transbordement de marchandises. Le port dispose également d'une usine de dessalement d'eau de mer à destination de la consommation des habitants de l'île et des chantiers navals.
L'île dispose d'une main d'œuvre abondante (quoique peu qualifiée) en raison de la migration d'habitants d'autres îles vers São Vicente. Près de 27 % des salariés exercent des professions non qualifiées. Les employés qualifiés, cadres supérieurs d'entreprise et d'administration publique et ceux qui exercent des fonctions de gestion et de direction n'atteignent pas 2 % de la population active. On remarquera cependant que la proportion de femmes dans les fonctions hautement qualifiées est plus importante que la moyenne nationale.
D'après le recensement de 2000, São Vicente est l'île qui présente le taux de chômage le plus élevé du pays, avec 23 %, alors que la moyenne nationale est de 17 %. Le chômage touche plus les femmes que les hommes. Le parc industriel de l'île (la zone industrielle de Lazareto) concentre diverses activités industrielles résultant surtout d'investissements étrangers dans la confection textile et la transformation des produits de la pêche.
Depuis quelques années, le Centre national d'artisanat de Mindelo a été créé afin d'aider les activités artisanales locales, en particulier la production et la commercialisation d'objets en céramique, en coque de noix de coco et des colliers de coquillages et de pierres.
São Vicente a une grande tradition sportive. De nombreux sports ont été pratiqués en premier lieu à São Vicente avant de l'être dans les autres îles. Le windsurf, par exemple, rencontre d'excellentes conditions à São Vicente. La plage de São Pedro est en effet considérée comme l'une des meilleures pour cette pratique. Des promenades à bicyclette, à pied ou à cheval permettent de mieux connaître l'île. L'Angleterre a laissé sa marque dans l'île, notamment avec le golf. São Vicente dispose d'un excellent terrain de golf de 18 trous.
Pour ces raisons, le tourisme représente une des meilleures possibilités de développement de São Vicente, comme du reste de l'archipel du Cap-Vert.

## Transports
Les liaisons entre les diverses localités de l'île sont assurées par un système de transports publics et par cinq entreprises privées : Transcor.SA, Transporte Morabeza, Transporte Alegria, Amizade, Sotral e Automindelo. En ce qui concerne les localités les plus éloignées de Mindelo, notamment Baía das Gatas, Calhau, São Pedro, le recours à la location de voitures et de camionnettes est très commun.
L'île est desservie par l' aéroport international Cesária Évora situé près de São Pedro, dans la partie sud-ouest de l'île. 
Le port de Mindelo à Porto Grande, est le port le plus fréquenté du Cap-Vert, avec des services de traversiers  vers les îles de Santo Antão, São Nicolau, Santiago et Sal.
La route EN1-SV01 relie Mindelo à l’aéroport international Cesária-Évora.

## Éducation
Une part importante de la population de la population, 54 %, n'a suivi les cours de l'école que pendant les 6 ans de l'enseignement primaire. 24 % des habitants ont un niveau d'étude secondaire. 19 % de la population âgée de plus de 14 ans est analphabète, chiffre bien meilleur que la moyenne nationale, 25 %.
D'après des données concernant l'année scolaire 2002-2003, la situation éducative à São Vicente est la suivante :
- Enseignement préscolaire : 25 crèches, essentiellement privées, qui rassemblent près de 2 600 enfants entre 1 et 6 ans.
- Enseignement primaire (1re à 6e année) : 11 000 élèves répartis dans 225 salles de classe et 379 enseignants.
- Enseignement secondaire (7e à 12e année d'école) : 8 000 élèves répartis dans 146 salles de classe et 384 professeurs.
- Enseignement supérieur : São Vicente est l'île du Cap-Vert sur laquelle la fréquentation universitaire est la plus élevée : 1,7 % au lieu de 1,1 % pour la moyenne nationale. Trois instituts supérieurs existent, l'un public et deux autres privés, respectivement : l'Institut supérieur d'ingénierie et des sciences de la mer (ISECMAR), l'Institut supérieur des sciences économiques et de l'entreprise (ISCEE) et l'Institut d'études supérieures Isidore de Graça.

Le secteur privé est très dynamique dans le secteur de l'éducation. Notamment, les institutions religieuses qui dispensent un enseignement préscolaire, primaire et supérieur. La création de nouveaux instituts supérieurs constitue un développement du secteur éducatif qui va de pair avec le développement du pays.

## Santé
Près de la moitié des familles de l'île a accès à l'eau potable par le réseau public. Cette proportion est à comparer aux 25 % de la moyenne nationale. La population qui n'a pas accès à l'eau courante se fournit dans des réservoirs. São Vicente est l'île qui dispose du plus important réseau d'égouts, dont bénéficient 45,1 % de foyers. En 2005, des projets de raccordement de plusieurs quartiers arrivaient à leur terme, contribuant de façon décisive à la salubrité des lieux.
Le système de santé de l'île a connu des progrès importants dans les deux dernières décennies, en raison des investissements importants du gouvernement mais aussi grâce à des accords de coopération avec des communes et des institutions portugaises, comme la ville d'Oeiras et la Fondation Calouste-Gulbenkian. Ainsi, l'hôpital Baptista de Sousa de São Vicente a pu s'équiper d'un service complet de cardiologie et d'une unité de soins intensifs. Mis à part l'hôpital central, l'île dispose également de deux centres de santé, une « délégation de santé », trois unités sanitaires et deux centres du Programme materno-infantil et de planning familial.

## Culture
São Vicente a toujours été fertile du point de vue culturel. La ville de Mindelo est considérée comme la capitale culturelle du Cap-Vert[réf. souhaitée]. La vie nocturne de São Vicente est  célèbre pour ses bars animés. Dans un de ces bars à spectacle de chants a commencé la carrière de Cesária Évora. Le théâtre occupe également une place importante dans la culture São Vicente.

### Musique
La musique occupe une place particulière dans la culture de São Vicente. Les deux genres plus significatifs sont la morna et la coladeira. Parmi les nombreux musiciens du Cap-Vert natifs de cette île, on notera :
- Cesária Évora, chanteuse de morna, connue sous le surnom de « diva aux pieds nus ».
- Hermínia da Cruz Fortes, cousine de la précédente et chanteuse de morna également.
- Luís Morais (1934-2002), compositeur, flûtiste, saxophoniste et clarinettiste fondateur de l'École musicale du maître Luís Morais.
- Vasco Martins (en), compositeur.
- Tchiss Lopes (1959-), chanteur, musicien et compositeur.

### Littérature
São Vicente a été un centre important du mouvement Claridade, considéré comme étant à l'origine de la littérature du Cap-Vert. Parmi les écrivains originaires de l'île, les plus connus sont :
- Corsino Fortes (1933-), écrivain.
- Manuel Lopes (1907-2005), écrivain, fondateur de la revue Claridade.
- Ovídio Martins (1928-1999), poète.
- Yolanda Morazzo (1927-2009), poétesse.
- Sérgio Frusoni (1901-1975), poète.
- Onésimo Silveira (en) (1935-), poète, diplomate et homme politique.

### Autres champs culturels
Les arts plastiques, essentiellement la peinture et l'artisanat, ont également une place de choix dans la culture de l'île. Quelques personnalités se détachent particulièrement : João Cleofas Martins (27 août, 1901-1970), photographe et humoriste, ainsi que Tchalé Figueira (en) (1953-), peintre.

## Personnalités
- Carlos Alhinho, footballeur
- Alexandre Alhinho, footballeur
- Leonel Almeida, chanteur
- Dulce Almada Duarte (1933-), linguiste
- Cesária Évora, chanteur
- Fantcha, chanteur
- Corsino Fortes (1933–2015), écrivain
- Sergio Frusoni, poète
- João Cleofas Martins, photographe
- Georgina Mello, directeur de CPLP
- Yolanda Morazzo (1926-), poète
- Tito Paris (1968-)
- Rambé, footballeur
- Carlos Veiga (1949-), Premier ministre